# Szendrő Ferenc
Szendrő Ferenc, születési nevén Sonnenschein Ferenc (Kispest, 1911. december 20. – Budapest, 1994. november 9.) magyar színházrendező, színházigazgató, színházalapító, érdemes művész.

## Életpályája
Sonnenschein Miksa kereskedő és Friedman Józsa fiaként született. 1930-tól a munkás-kultúrmozgalom egyik vezető személyisége volt. Jelentős szerepet játszott a munkásszínpadokon, 1937-től részt vett a Hont Ferenc által vezetett Független Színpad munkájában, valamint a zeneakadémiai és vígadói műsoros estek szervezésében. 1945-től 1949-ig a Munkás Kultúrszövetség főtitkára, 1949-től a Miskolci Nemzeti Színház, majd a budapesti Ifjúsági Színház és Úttörő Színház igazgatója volt. 1957-ben megalapította az önálló Irodalmi Színpadot, melynek igazgatója volt nyugdíjazásáig, 1972-ig.

## Fontosabb rendezései
- Madách Imre: Az ember tragédiája
- Molière: Duda Gyuri
- Györe Imre: Orfeo szerelme
- Arany János – Szendrő Ferenc: Toldi estéje
- Kosztolányi Dezső: A lovag meg a kegyese
- Heltai Jenő: Úri jog
- Karinthy Frigyes: Kolumbuc tojása
- Goda Gábor – Dorogi Zsigmond: 1919 egy úriszobában
- Illés Béla – Szinetár György: Revolvert vegyenek
- Barabás Tibor: Magyar jakobinusok
- Anatole France – Király Dezső: A hatalom eredete
- Bertolt Brecht: Szókratész tüskéje
- George Bernard Shaw: A cárnő
- John Osborne: Bamberg-vér
- Harriet Beecher Stowe: Tamás bátya kunyhója
- Karel Čapek: Bűntény az Olympuszon
- Áprily Lajos: Idahegyi pásztorok
- Emőd Tamás: Francia király
- Hegedüs Géza: Régi szép idők
- Juhász Gyula: Don Quixote halála
- Török Sándor – Tóth Eszter: Csilicsala csodái
- Tajtékos ég (Radnóti Miklós verseiből és eclogáiból összeállította: Szendrő Ferenc)
- A tűz csiholói
- Szűcs Bernát: Galambot neveltek szívükön

## Díjai, elismerései
- SZOT-díj (1967)
- Érdemes Művész (1972)